# Матчи сборной Польши по футболу 1921
В 1921 году сборная Польши провела один товарищеский матч, со сборной Венгрии. В этом году сборная Польши не поражала ворота соперника.

## Создание сборной Польши
Впервые идея о создании футбольной сборной в Польше появилась 20 декабря 1919 года, во время учредительного собрания Польского Союза Футбола (PZPN), состоявшегося в Варшаве. В январе 1920 года было принято решение готовить сборную к Олимпийским Играм 1920 года в Антверпене.
В марте 1920 года на должность тренера будущей сборной был назначен американский военный, капитан Крис Бурфорд, а в апреле 1920 года Польский Олимпийский Комитет (тогда имевший название Польский Комитет Олимпийских Игр (пол. Polski Komitet Igrzysk Olimpijskich)), организовал в Кракове первые учебные сборы для всей олимпийской делегации, в том числе и для футболистов. Специально созданный отдел Комитета распределил вызванных польских футболистов на две команды — олимпийская команда и резервная. Больше всех в этих сборных было игроков львовских и краковских клубов, как имевших опыт игр в чемпионатах Галиции, которые были пополнены лучшими игроками клубов Варшавы, Лодзи и Познани. Первоначально проводились тренировки и внутренние контрольные игры, а в конце мая 1920 года олимпийская команда сыграла неофициальный спарринг-матч со сборной Львова, составленной из игроков львовских клубов, не приглашённых в национальную сборную, победив в нём со счётом 12:1. После этого было принято решение об организации в июле и августе 1920 года официальных встреч со сборными Австрии, Чехословакии и Венгрии, которые должны были стать пробой сил перед олимпийским дебютом. Все планы были сорваны началом советско-польской войны, из-за чего, 27 июля 1920 года Польша окончательно отказалась посылать футбольную сборную на антверпенскую олимпиаду.

## Первый матч польской сборной
Свой первый официальный матч польская сборная провела вскоре после окончания II чемпионата Польши.
При поиске партнёров для первого товарищеского матча возникли трудности, как из-за того, что Польша не являлась членом ФИФА, так и из-за финансово-организационных трудностей с проведением матчей на большом расстоянии (например во Франции или Швеции). По политическим причинам не мог состояться также и матч со сборными СССР, Германии или Чехословакии.
Первоначально первым соперником поляков должна была стать сборная Австрии, у которой были личные связи с игроками бывших галицких клубов Кракова и Львова, и даже была назначена дата проведения матча — 3 июля 1921 года, но матч не был проведён из-за отсутствия интереса со стороны Австрийской федерации.
В середине 1921 года, с предложением о проведении матча со сборной Польши обратился Венгерский футбольный союз, который предложил провести матч в Будапеште 24 декабря 1921 года. Польская сторона выразила своё согласие, но попросила о переносе матча или на ноябрь или на начало следующего года, что было аргументировано тем, что розыгрыш чемпионата в Польше кончается в ноябре, а перерыв плохо скажется на форме футболистов. Окончательно была установлена дата игры — 18 декабря 1921 года.
В ноябре польский штаб подготовки к матчу, во главе с начальником отдела игр PZPN Юзефом Школьниковским и тренером Краковии Имре Пожоньи, отобрали несколько десятков футболистов, которые были собраны в Кракове. В рамках подготовки польская сборная провела три спарринг-матча с воеводскими командами. Сборная выиграла 4 декабря 1921 года у команды Бельско-Бялы 3:1, у сборной Кракова 8 декабря 7:1 и у сборной Львова 11 декабря 9:1.
По результатам этих сборов были выбраны 13 футболистов, которым и предстояло встретиться с венграми. В списке доминировали представители чемпиона Польши Краковии — их было 7 (Станислав Циковский, Людвик Гинтель, Юзеф Калюжа, Станислав Мелех, Леон Сперлинг, Здзислав Стычень, Тадеуш Сыновец). Кроме них в состав были включены три игрока варшавской Полонии (Артур Марчевский, Ян Лётц, Стефан Лётц), два игрока львовской Погони (Мечислав Бач, Вацлав Кухар), а также один представитель познанской Варты — Мариан Эйнбахер. В расширенный список также входили: из Краковии — Стефан Фрыц, Болеслав Котапка, Палик и Стефан Сулима—Попель, из Ютженки — Максимилиан Гумплович, Зигмунт Крумгольц и Юзеф Клоц, из варшавской Короны — Владислав Карасяк, из краковского Маккаби — Фришер и Осиек, из львовской Погони — Людвик Шнайдер, из познанской Варты — Вавжинец Сталиньски, из лодзинского Униона — Мечислав Кукла, из краковской Вислы — Вильгельм Цепурский, Францишек Данц, Мариан Данц, Станислав Марцинковский, Витольд Герас, Владислав Ковальски.
На поле стадиона «Хунгария» команды вышли в 13:45. После фотографирования на память чехословацкий арбитр Эмиль Гретц провёл жеребьёвку, которую выиграли поляки. Матч проходил в равной борьбе, успеха на 18 минуте добился нападающий хозяев Ено Сабо. Поляки имели шанс сравнять счёт, когда на 23 минуте матча Вацлав Кухар обвёл вратаря венгров Кароя Жака, но замешкался из-за упавшего вратаря и защитник хозяев успел выбить мяч в аут. Капитаном команды в её первом матче был Тадеуш Сыновец.

## Матч № 1
Товарищеский матч

### Отчёт о матче
| Венгрия      | 1:0     | Польша |
| ------------ | ------- | ------ |
| Ено Сабо 18′ | (отчёт) |        |

| Сборная Венгрии: |  |                   |  |     |
|                  |  |                   |  |     |
| Вр               |  | Карой Жак         |  | 46' |
| Защ              |  | Дьюла Манди       |  |     |
| Защ              |  | Карой Фогл        |  |     |
| ПЗ               |  | Золтан Блум       |  |     |
| ПЗ               |  | Габор Обиц        |  |     |
| ПЗ               |  | Вилмош Кертес (к) |  |     |
| Нап              |  | Ено Винер         |  |     |
| Нап              |  | Имре Шлоссер      |  |     |
| Нап              |  | Ено Сабо          |  |     |
| Нап              |  | Дёрдь Молнар      |  |     |
| Нап              |  | Иштван Плухар     |  |     |
| Запасные:        |  |                   |  |     |
| Вр               |  | Игнац Амсель      |  | 46' |
| Главный тренер:  |  |                   |  |     |
| Дьюла Киш        |  |                   |  |     |

| Сборная Польши: |  |                     |
|                 |  |                     |
| Вр              |  | Ян Лётц             |
| Защ             |  | Артур Марчевский    |
| Защ             |  | Людвик Гинтель      |
| ПЗ              |  | Тадеуш Сыновец (к)  |
| ПЗ              |  | Станислав Циковский |
| ПЗ              |  | Здзислав Стычень    |
| Нап             |  | Леон Сперлинг       |
| Нап             |  | Мариан Эйнбахер     |
| Нап             |  | Юзеф Калюжа         |
| Нап             |  | Вацлав Кухар        |
| Нап             |  | Станислав Мелех     |
| Запасные:       |  |                     |
| ПЗ              |  | Стефан Лётц         |
| Нап             |  | Мечислав Бач        |
| Главный тренер: |  |                     |
| Имре Пожоньи    |  |                     |